# Spirit Airlines
Spirit Airlines je americká nízkonákladová letecká společnost. Má sídlo ve městě Miramar na Floridě. Provozuje pravidelné lety napříč USA, Karibikem, Mexikem, Střední a Jižní Amerikou. Má základny na letištích v Atlantic City, Chicago–O'Hare, Dallas/Fort Worth, Detroit, Fort Lauderdale–Hollywood a Las Vegas. Společnost byla založena v roce 1980 jako Charter One.
K srpnu 2017 létala do 60 destinací a měla ve flotile 105 letounů. Nejčastějším typem je Airbus A320, poté A319 a A321. Společnost provozuje také 4 kusy Airbusů A320neo, jednalo se o první americkou společnost provozující tento typ.